# Colletes pauljohni
Colletes pauljohni är en biart som beskrevs av Kuhlmann 2002. Colletes pauljohni ingår i släktet sidenbin, och familjen korttungebin. Inga underarter finns listade i Catalogue of Life.